# Ekstremni metal
Ekstremni metal je pojam kojim se široko opisuje niz heavy metal žanrova, nastalih od kraja 1980-ih. Obično se odnosi na grublju, "underground" i nekomercijaliziranu glazbu većinom povezanu s black, death, doom, 
thrash, te ponekad speed metalom.
Iako nije poznat širokim masama glazbenih slušatelja, jer je po definiciji kontrakultura, ekstremni metal je utjecao na niz glazbenih izvođača izvan heavy metala, te na razne supkulture na međunarodnoj razini.

## Žanrovi ekstremnog metala

### Primarni žanrovi
- black metal
- death metal
- thrash metal
- doom metal

### Primarni podžanrovi
- podžanrovi black metala
  - simfonijski black metal
  - viking metal
- podžanrovi death metala
  - melodični death metal
  - tehnički death metal
- podžanrovi doom metala
  - drone metal[2]
  - funeral doom[2]
  - stoner doom
  - epic doom
  - sludge metal

### Spoj žanrova
spojevi između ekstremnog metala
- black/death
- death/doom

spoj s punkom i hardcoreom
- crossover thrash
- crust punk
- grindcore
  - deathgrind
  - goregrind
- metalcore
  - deathcore
  - mathcore
- sludge metal[2]